# Стрельцов Олександр Андрійович
Олекса́ндр Стрельцо́в (*1903, Харківська губернія — ?) — комуністичний діяч в епоху російської окупації УНР. Директор Конотопського педагогічного технікуму в часи Голодомору, ректор Глухівського та Житомирського педагогічного інституту (1938—1939).

## Біографія
Народився 1903 року в Харківській області. У 15 років пішов працювати різноробом на цукровий завод у селі Вільний Колодязь Вовчанського повіту. З 1919 по 1929 роки працював на різних роботах: спочатку телефоністом у м. Вовчанську, потім — завідувачем відділу праці Вовчанського виконкому, згодом — головою КНС, з 1924 по 1928 роки — головою сільської ради у селі Жовтневе Вовчанського району. З 1929 по 1932 роки навчався в Харківському інституті народної освіти. 
В 1930—1931 роках Стрельцов був секретарем партійного комітету Янушпільського цукрового заводу в Житомирській області. В 1931—1932 роках — продовжує навчання у Харківському ІНО. З 1932 по 1935 роки працював директором педагогічного технікуму в Конотопі Чернігівської області. Того ж 1935 року призначений завідувачем районного відділу освіти. З 1935—1938 роки працював учителем у м. Глухові Чернігівської області, згодом — директором Глухівського учительського інституту. 
У вересні 1938 року Олександр Стрельцов був призначений директором Житомирського педагогічного інституту. З липня 1939 року — секретар Житомирського обласного комітету КП(б)У із пропаганди та агітації. Працював до липня 1941 року, під час німецько-радянської війни евакуювався в східні райони СРСР..
З березня 1944 по червень 1946 року — секретар Житомирського обласного комітету КП(б)У із пропаганди та агітації.
Подальша доля невідома.